# 3181 Ahnert
A 3181 Ahnert (ideiglenes jelöléssel 1964 EC) a Naprendszer kisbolygóövében található aszteroida. Freimut Börngen fedezte fel 1964. március 8-án.